# Nelson Sopha
Nelson Sopha (13 settembre 1974) è un calciatore seychellese, di ruolo portiere.
Detiene il record di presenze con la Nazionale seychellese, 33.